# Pstrolistka sercowata
Pstrolistka sercowata, hutujnia sercowata, tułacz pstry (Houttuynia cordata) – gatunek roślin z monotypowego rodzaju pstrolistka (Houttuynia Thunberg, Kongl. Vetensk. Acad. Nya Handl. 4: 149. 1783) z rodziny saururowatych. Występuje we wschodniej i południowej Azji, poza tym uprawiany jako roślina okrywowa i miejscami dziczejący. W krajach azjatyckich pędy i kłącza tej rośliny wykorzystywane są jako warzywo i przyprawa. Liście stosowane są w medycynie tradycyjnej.

## Rozmieszczenie
Gatunek występuje naturalnie w rejonie Himalajów (w północnych Indiach, Nepalu, Bhutanie), w południowych i wschodnich Chinach, w Mjanmie, na Półwyspie Indochińskim, Koreańskim i w Japonii. Jako gatunek dziczejący rośnie w niektórych krajach środkowej i zachodniej Europy oraz w Ameryce Północnej. W Polsce rośnie tylko uprawiany.

## Morfologia

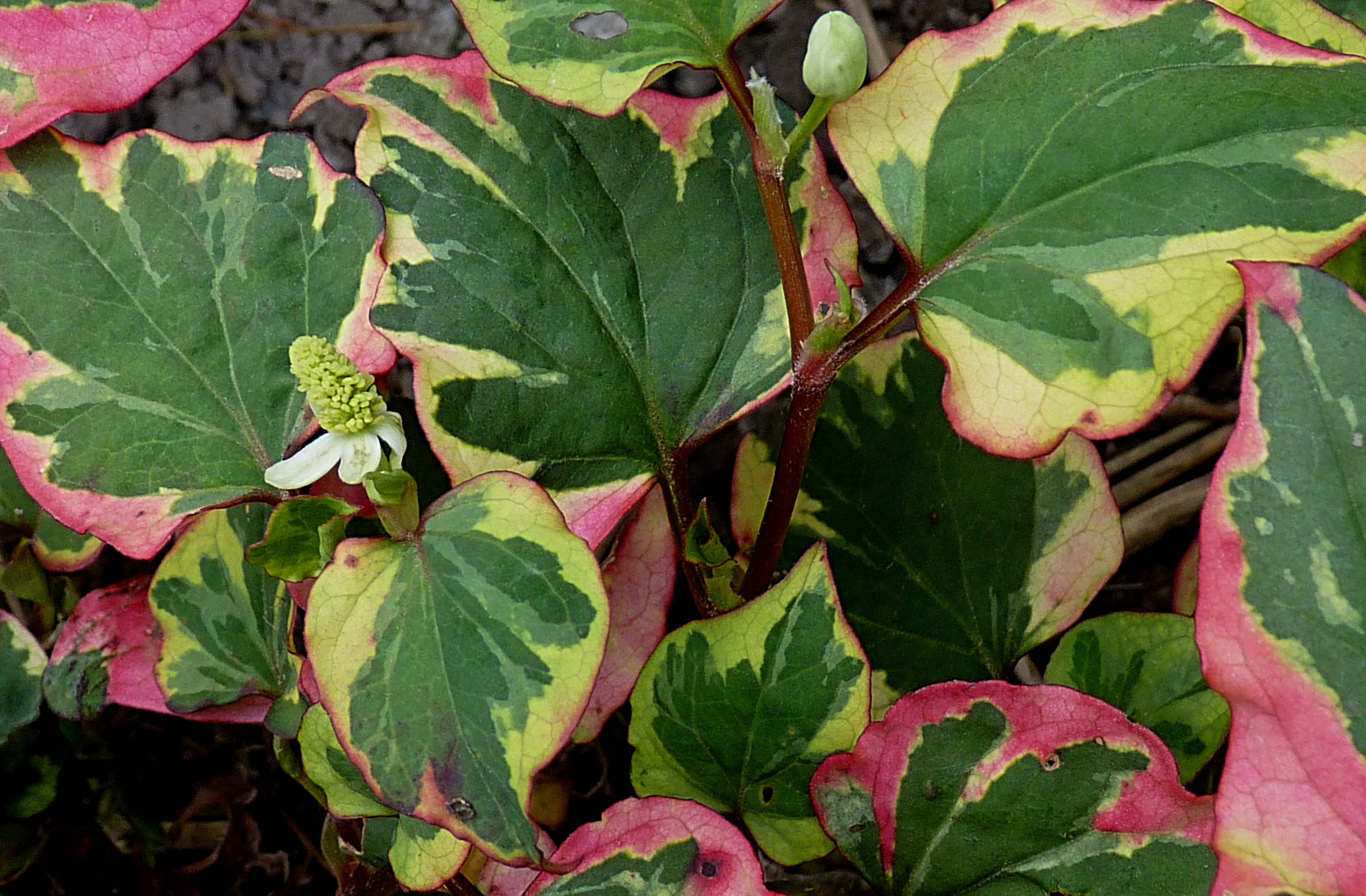
Odmiana 'Chameleon'

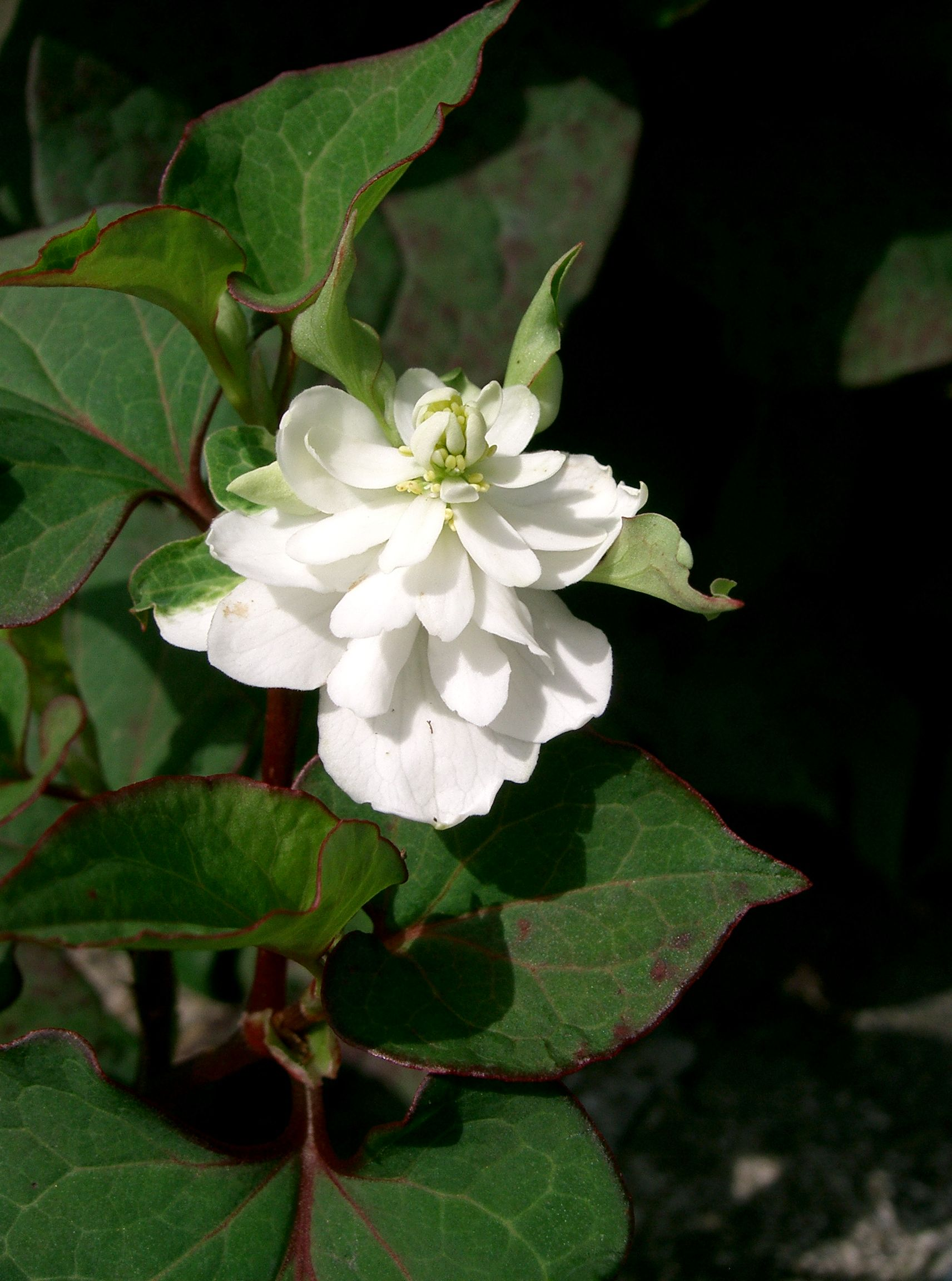
Odmiana 'Plena'

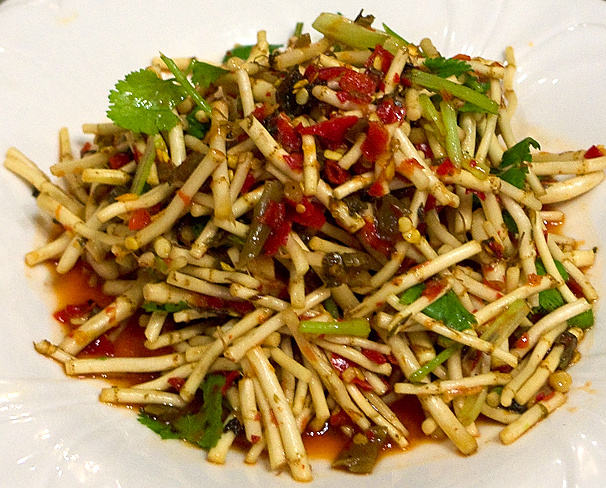
Danie z kłączy pstrolistki

PokrójRoślina zielna o pędach nadziemnych o wysokości do 60 cm, wyrastających z gęsto rosnących i szeroko rozrastających się cienkich kłączy. Łodygi u nasady pokładają się i korzenią w węzłach. Łodygi są silnie bruzdowane, nagie lub słabo owłosione w węzłach, czasem czerwono nabiegłe.
LiścieSkrętoległe, pojedyncze, z błoniastymi przylistkami o długości od 0,5 do 2,5 cm. Ogonek liściowy do 4 cm długości. Blaszka liściowa jajowata z sercowatą nasadą o długości 4–10 cm i szerokości 2,5–6 cm, na szczycie krótko zaostrzona. Użyłkowanie tworzy 5–7 nerwów głównych i wyraźnie widoczne żyłki siatkowate. U formy typowej blaszka jest ciemnozielona, u odmian bywa pstra.
KwiatyDrobne, zebrane są w gęste kłosy o długości do 2,5 cm, wyrastające naprzeciw liścia. Cztery podsadki pod kwiatostanami są białe i okazałe – osiągają 1–1,5 cm długości i 0,5–0,7 cm szerokości. Podsadki wraz z kwiatostanem tworzą pseudancjum – pozorny kwiat. Poszczególne kwiaty są pozbawione okwiatu. Pręciki występują w liczbie 3, rzadziej 4 i są dłuższe od słupka. Zalążnia jest jednokomorowa i wpół dolna, tworzona jest przez 3 owocolistki.
OwoceTorebka o długości 2–3 mm, z trwałą szyjką słupka, pękająca na szczycie.

## Biologia i ekologia
RozwójBylina kwitnąca w zależności od klimatu od kwietnia do sierpnia, owocująca od czerwca do października. W warunkach Europy Środkowej zaczyna kwitnienie w czerwcu.
SiedliskoW obrębie naturalnego zasięgu rośnie na różnych siedliskach – na brzegach strumieni i na wilgotnych łąkach, w lasach i wąwozach, poza tym także na siedliskach ruderalnych – na obrzeżach pól, na przydrożach i wzdłuż rowów.

## Systematyka i zmienność
Pozycja systematyczna według APweb (aktualizowany system APG IV z 2016)
Jeden z 6 gatunków wyróżnianych w obrębie rodziny saururowatych (Saururaceae), która jest jedną z czterech rodzin wchodzących w skład rzędu pieprzowców, jednego z czterech w grupie magnoliowych.
Wyhodowano kilka odmian uprawnych:
- 'Aurea' – liście z przewagą żółtego koloru[5],
- 'Chameleon', syn. 'Tricolor', 'Variegata', 'Harlequin' – liście pstrokate, w czerwone, różowe i żółte plamy, wybarwiające się szczególnie wyraźnie jesienią[8][4][13],
- 'Matflame' – liście w drobne czerwone i białe plamy[4],
- 'Plena' – podsadki liczne[8][4].

## Uprawa
Roślina odporna na mróz – może rosnąć w strefach mrozoodporności 5–11. Najlepiej rośnie w miejscach wilgotnych. Wymaga stanowisk lekko zacienionych i osłoniętych. W klimacie chłodniejszym znosi nasłonecznienie, wymaga jednak okrywania podczas zimy. W klimacie ciepłym powinna być uprawiana w cieniu. Bywa ekspansywna w uprawie.